# Кемал Мусли
Кемал Мусли с псевдоним Хуриет (на македонска литературна норма: Кемал Мусли) е политик от Социалистическа република Македония и деец на НОВМ.

## Биография
Роден е в град Скопие на 3 март 1921 г. Първоначално завършва гимназия, а след това и педадогически курс. През 1941 г. става член на ЮКП, а от юни същата година е член на мюсюлманската партийна група. Между 20 юни и септември 1941 Мусли отговаря с Кемал Сейфула за печатницата на Покрайненския комитет на ЮКП за Македония. При създаването на Скопския народоосвободителен партизански отряд заедно с членовете на партийната група Абдуш Хисеин, Решад Мустафа става партизанин. Член е на Местния комитет на ЮКП за Скопие. След края на войната работи в Градския народен комитет. Известно време е директор на нисша партийна школа, директор на основно училище, както и на албанската учителска школа Зеф Люш Марку. Отделно е бил член на Градската конференция на ССРН в Скопие, член на Републиканския комитет на СЗБНОВ и депутат в Просветно-културния комитет на Събранието на СФРЮ.